# ミヤママタタビ
ミヤママタタビ（深山木天蓼、学名：Actinidia kolomikta）は、マタタビ科マタタビ属に属する落葉つる性木本。雌雄異株。

## 特徴
つる性の枝は他の樹木や岩などにからみつき、よく分枝する。枝は無毛であるが若枝には淡褐色の軟毛がつく。葉は薄く紙状で長さ4-7cmの葉柄をもって枝に互生する。葉の形は倒卵形、楕円形または広卵形で、葉先は短鋭尖頭で基部は円形になり、葉身は長さ7-12cm、幅4-8cmになり、縁には細鋸歯がつく。
花期は6-7月、雄花、雌花とも径1-1.5cmになり、若枝の下部の葉腋に1-3個の花をつける。花は5弁花まれに4弁花で白色、花弁の長さは7-8mmになる。秋に、長さ2cmの長楕円形の果実をつける。果実は黄緑色に熟し、多数の種子が入る。
花期には枝の先につく葉の表面の上半分以上、ときに表面のほとんどが白化し、花が終わる頃には紫紅色を帯びるのが特徴。近縁のマタタビは、白色になるが紫紅色にはならない。

## 分布と生育環境
日本では、北海道、本州中部以北の高地に分布し、山中に自生する。東アジアでは樺太、南千島、アムール、中国（東北、河北、陝西、湖北、江西、四川、雲南）に分布する。

## 利用
果実は甘酸っぱく生食に利用され、果実酒としても利用される。また、マタタビとは違い、ネコ科の動物が特別な反応をみせることはない。

## ギャラリー

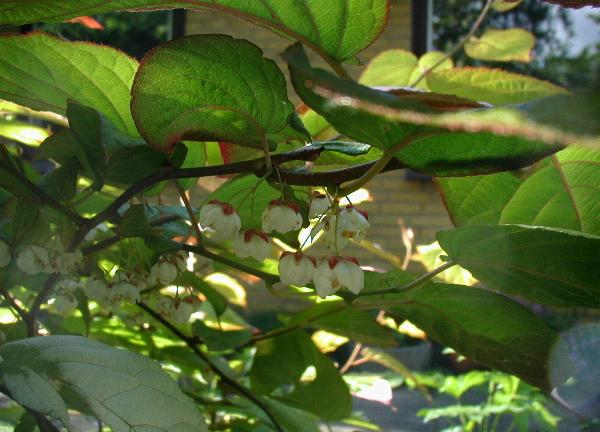
花
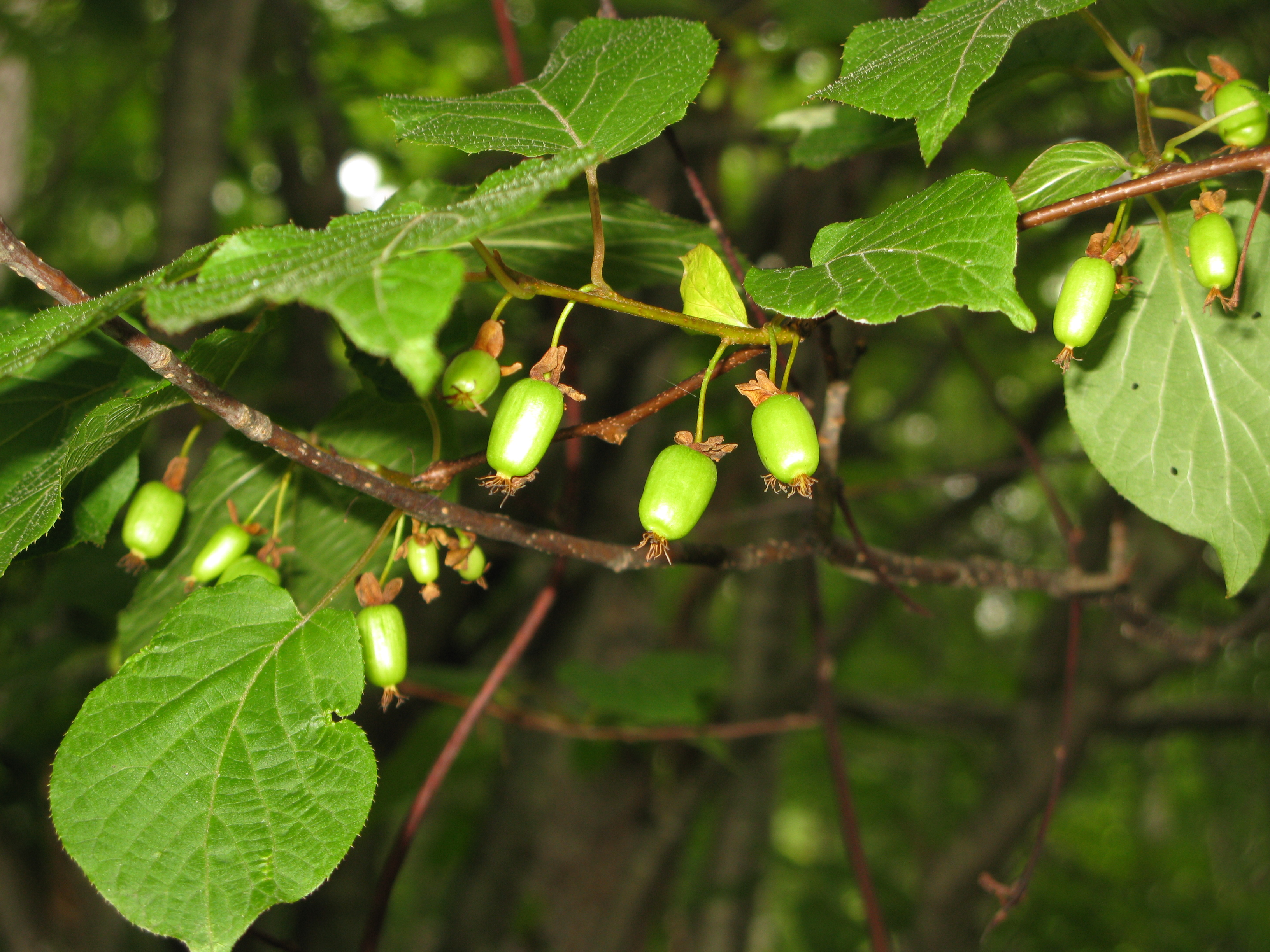
果実